# Atahualpa Yupanqui
Atahualpa Yupanqui, nombre artístico de Héctor Roberto Chavero (Juan A. de la Peña, Pergamino; 31 de enero de 1908-Nîmes, Francia; 23 de mayo de 1992), fue un cantautor, guitarrista, poeta y escritor argentino.
Es ampliamente considerado como el músico argentino más importante de la historia del folklore. En 1986 Francia lo condecoró como Caballero de la Orden de las Artes y letras musicales.

## Biografía

#### Primeros años y familia
Nació el 31 de enero de 1908 en el Campo de la Cruz, a dos kilómetros de Juan A. de la Peña, en el partido de Pergamino, ubicado en el interior de la provincia de Buenos Aires. A los dos años, a su padre (empleado ferroviario) lo destinaron a la estación de Peña, por lo que su primera infancia transcurrió allí, primero en el Campo de la Cruz y luego en una casa frente a la estación del pueblo, donde vivió hasta los nueve años. En 2001 esta casa fue declarada patrimonio histórico de la ciudad de Pergamino, y actualmente el municipio está gestionando su compra para hacer un centro cultural en memoria de Atahualpa Yupanqui, aunque hasta el día de hoy (año 2024) dicho proyecto, se ve muy lejano, viéndose está casa abandonada. Posteriormente Atahualpa y su familia se trasladaron a Agustín Roca hasta que en 1917 se mudaron a Tucumán.
Su padre, José Demetrio Chavero,era oriundo de Monte Redondo, en la provincia de Santiago del Estero, con antepasados quechuas. Su madre, Higinia Carmen Haran,oriunda de Chivilcoy, en la provincia de Buenos Aires, con antepasados vascos de Francia y España. 
Inicialmente estudió violín con el padre Rosáenz, el cura del pueblo. Más tarde aprendió a tocar la guitarra en la ciudad de Junín con el concertista Bautista Almirón, quien sería su único maestro. Inicialmente vivió en Junín en la casa de Almirón; posteriormente regresó al pueblo de Roca y viajaba 16 km a caballo para tomar las lecciones en la ciudad. Con Almirón, Roberto Chavero descubrió la música de Sor, Albéniz, Granados y Tárrega, y también las transcripciones para guitarra de obras de Schubert, Liszt, Beethoven, Bach y Schumann.

#### Seudónimo
El seudónimo de Atahualpa se originó en 1913 a causa de un trabajo estudiantil en homenaje al último soberano Inca y años más tarde agregaría Yupanqui a este nombre. El significado directo de este alias es: "el que vino de lejanas tierras a contar"; derivado de los siguientes términos quechuas: Ata "venir*, Hu "de lejos", Alpa "tierra" y Yupanqui "contar"; lo que finalmente se puede representar como: "El que viene de tierras lejanas para decir algo".

#### Reconocimiento e inicios en la música
En 1917 con su familia pasó unas vacaciones en la provincia de Tucumán, y allí conoció un nuevo paisaje y una nueva música, con sus propios instrumentos, como el bombo y el arpa india, y sus propios ritmos, como la zamba, entre otros. La temprana muerte de su padre lo convirtió prematuramente en jefe de familia. Fue improvisado maestro de escuela, luego tipógrafo, cronista y músico. Jugó tenis, boxeó y se hizo periodista. A los 19 años de edad, compuso su canción «Camino del indio». Conoció Jujuy, los valles calchaquíes y el sur de Bolivia. Con sus veinte años de edad, llegó a la ciudad de Urdinarrain, Entre Ríos, con su guitarra; allí su lugar preferido era "La Amarilla", el escenario perfecto para desgranar cifras y milongas. En ese lugar trabajó como peón para la Casa Goldaracena.
Yupanqui iba a formar un lenguaje propio con el que alcanzó a atrapar caminos, paisajes, relatos de la vida cotidiana. “Los días de mi infancia transcurrieron de asombro en asombro, de revelación en revelación”, recordó alguna vez.
En 1931 se casó con su prima María Alicia Martínez, quien tenía un hijo nacido en 1923 de una pareja anterior. No le había ido bien en la ciudad de Buenos Aires, así que se fueron a la provincia de Entre Ríos, y en Urdinarrain nació su primera hija, Alma Alicia Chavero. Algún tiempo después se afincaron en Tala.

#### Entrada en la política y exilio al exterior
En enero de 1932 participó en la fallida intentona revolucionaria yrigoyenista de los hermanos Kennedy, en La Paz (provincia de Entre Ríos), en la cual estuvieron envueltos también el coronel Gregorio Pomar y el escritor Arturo Jauretche, quien reflejó el hecho en su poema gauchesco El Paso de los Libres.
Después de esta derrota debió exiliarse por persecución del general Perón. Tuvo que refugiarse un tiempo en Montevideo (Uruguay), y luego en otras localidades del interior oriental y el sur de Brasil. Mientras tanto, su esposa había regresado a Junín (interior de la provincia de Buenos Aires), donde el 11 de enero de 1933 nació su segundo hijo, Atahualpa Roberto Chavero. Finalmente, en 1936 en Rosario (provincia de Santa Fe) nació Lila Amancay Chavero. Al año siguiente, se separó de su mujer. Ella y los cuatro hijos volvieron a Junín.

#### Vuelta a Argentina, censura y regreso a Francia
En 1934 reingresó a la Argentina por Entre Ríos y se radicó en Rosario. En 1935 se estableció en Raco, un caserío a unos 40 km al noroeste del pueblo de Tafí Viejo (provincia de Tucumán). Pasó brevemente por la ciudad de Buenos Aires ―donde diversos intérpretes comenzaban a popularizar sus canciones― para actuar en radio. Recorrió después Santiago del Estero, para retornar por unos meses a Raco en 1936. Realizó una incursión por Catamarca, Salta y Jujuy. Más tarde visitó nuevamente el altiplano en busca de testimonios de las viejas culturas originarias. Retornó a los valles calchaquíes, recorrió a lomo de mula los senderos jujeños y residió por un tiempo en Cochangasta (una aldea a dos kilómetros de la ciudad de La Rioja).
En Tucumán, en 1942, conoció a la pianista y compositora sampedrina Nenette Pepín Fitzpatrick (1908-1990), con la que mantuvo una relación durante cuarenta y ocho años.
Como en Argentina no existía el divorcio, tuvieron que casarse vía Montevideo. Con Nenette tuvo a su último hijo, Roberto Chavero, que fue el único que mostró como tal, tal vez influido por ella, quien llevaba las riendas en la pareja. Ella, que firmaba como Pablo del Cerro, es la coautora de muchas de sus canciones: «Chacarera de las piedras», «El alazán», «El arriero va», «Eleuterio Galván», «Guitarra dímelo tú», «Indiecito dormido», «Payo Solá», «Sin caballo y en Montiel», «Yo quiero un caballo negro», entre otras.
A causa de su afiliación al Partido Comunista, Yupanqui sufrió la censura durante la presidencia de Juan Domingo Perón. Fue detenido y encarcelado varias veces. Al respecto ha dicho Yupanqui:

En tiempos de Perón estuve varios años sin poder trabajar en la Argentina... Me acusaban de todo, hasta del crimen de la semana que viene. Desde esa olvidable época tengo el índice de la mano derecha quebrado. Una vez más pusieron sobre mi mano una máquina de escribir y luego se sentaban arriba, otros saltaban. Buscaban deshacerme la mano pero no se percataron de un detalle: me dañaron la mano derecha y yo, para tocar la guitarra, soy zurdo. Todavía hoy, a varios años de ese hecho, hay tonos como el si menor que me cuesta hacerlos. Los puedo ejecutar porque uso el oficio, la maña; pero realmente me cuestan.
Atahualpa Yupanqui

Cuando Chavero se fue a Francia en 1949, ya utilizaba el seudónimo Atahualpa Yupanqui. La cantante Edith Piaf lo invitó a actuar en París el 7 de julio de 1950. Inmediatamente firmó contrato con Chant du Monde, la compañía de grabación que publicó su primer LP en Europa, Minero soy, que obtuvo el primer premio de mejor disco de la academia Charles Cros, que incluía 350 participantes de todos los continentes en el Concurso Internacional de Folclor. Posteriormente, viajó extensamente por Europa.

#### Buenos Aires, éxito musical y consagración
En 1952, regresó a la capital argentina, donde rompió su relación con el Partido Comunista, lo que hizo más fácil para él concertar actuaciones en radio. Mientras que con su esposa Nenette construía su casa de Cerro Colorado (Córdoba), Yupanqui recorría el país. Musicalizó las películas Horizontes de piedra (1956), basada en su libro Cerro Bayo, y Zafra (1959), actuando también en las mismas.

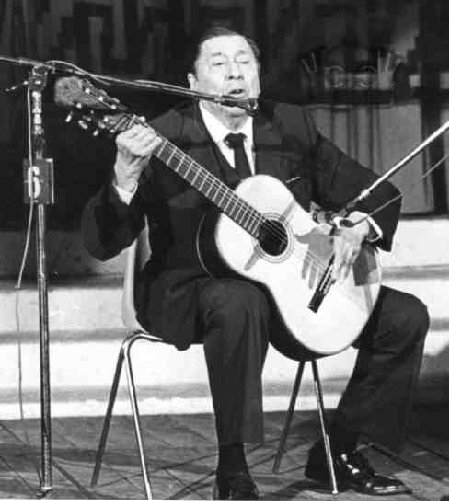
Atahualpa en el Festival de Cosquín.

El reconocimiento del trabajo etnográfico de Yupanqui se generalizó durante los años sesenta, y artistas como Mercedes Sosa, Alberto Cortez y Jorge Cafrune grabaron sus composiciones y lo hicieron popular entre los músicos más jóvenes, que se refieren a él como Don Ata.
Yupanqui alternaba entre sus casas en Buenos Aires y Cerro Colorado. Durante 1963 y 1964, realizó una gira por Colombia, Japón, Marruecos, Egipto, Israel e Italia. En 1967 realizó una gira por España, estableciéndose finalmente en París. Volvió periódicamente a la Argentina ―en manos de diversas dictaduras―. En 1973 apareció en la película Argentinísima II. Pero sus visitas se hicieron menos frecuentes cuando la dictadura cívico-militar (1976-1983) de Jorge Rafael Videla llegó al poder en marzo de 1976.
Con el regreso de la democracia, a mediados de los años ochenta, presentó varias obras en el famoso café concert y galería La Capilla, ubicado en Suipacha 842, en la ciudad de Buenos Aires. En 1985 obtuvo el premio Kónex de brillante como mayor figura de la Historia de la música popular argentina. En 1986, el Gobierno de Francia lo condecoró como Caballero de la Orden de las Artes y las Letras. En 1987 volvió a Argentina para recibir el homenaje de la Universidad Nacional de Tucumán. En 1989 debió internarse en Buenos Aires para superar una dolencia cardíaca, pese a lo cual en enero de 1990 participó en el Festival de Cosquín. Sin embargo, a los pocos días Yupanqui viajó a París para cumplir con un contrato artístico.
El 14 de noviembre de 1990, falleció en Buenos Aires su esposa, Nenette Pepín Fitzpatrick.

## Fallecimiento
En 1992,  volvió a Francia para actuar en la ciudad de Nîmes, donde se descompuso y falleció el 23 de mayo. Por su expreso deseo, sus restos fueron repatriados y descansan en Cerro Colorado, bajo un roble europeo.

## Composiciones
Sus composiciones forman parte del repertorio de innumerables artistas, tanto en Argentina como en distintas partes del mundo, tales como:
- Carlos Di Fulvio
- Suma Paz
- Los Chalchaleros,
- Daniel Viglietti
- Los Fronterizos,
- Los Tucu Tucu,
- Horacio Guarany,
- Mercedes Sosa,
- Ignacio Corsini
- El Dúo Salteño,
- Facundo Cabral,
- Jorge Cafrune,
- Alfredo Zitarrosa,
- José Larralde,
- Víctor Jara,
- Ángel Parra,
- Inti-Illimani,
- Feliciano Saldías,
- Juan Carlos Baglietto,
- Alberto Cortez,
- Los Albas,
- Pedro Aznar,
- Elis Regina,
- Liliana Herrero,
- Mario Loyola,
- Jairo,
- Soledad,
- Divididos,
- Marie Laforêt,
- Mikel Laboa,
- Federico Pecchia,
- Enrique Bunbury,
- Violeta Parra,
- Chavela Vargas,
- Soy aventurero,
- Joan Manuel Serrat.
- Joaquín Sabina.
- Zamba Quipildor.

## Canciones más conocidas

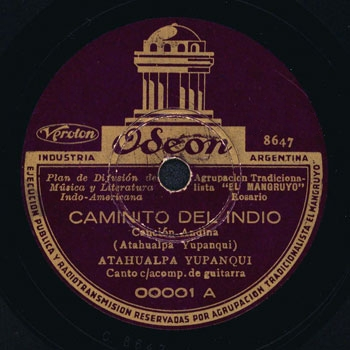
Lado A del acetato en 78 RPM Caminito del indio. Discográfica Odeón-El Mangruyo 00001 (1936).

De las 325 canciones de su autoría registradas oficialmente, pueden citarse:
- Basta ya
- Cachilo dormido
- Camino del indio
- Canción del arpa dormida
- Coplas del payador perseguido
- Córdoba norte
- Cruz del sur[28]
- El arriero va
- El poeta
- Indiecito dormido
- La alabanza
- La añera
- La milonga perdida
- La pobrecita
- Le tengo rabia al silencio
- Los ejes de mi carreta
- Los hermanos
- Luna tucumana
- Milonga del solitario
- Nada más
- Piedra y camino
- Preguntitas sobre Dios
- Sin caballo y en Montiel
- Tierra querida
- Tú que puedes, vuélvete
- Viene clareando
- Zamba del grillo

## Discografía

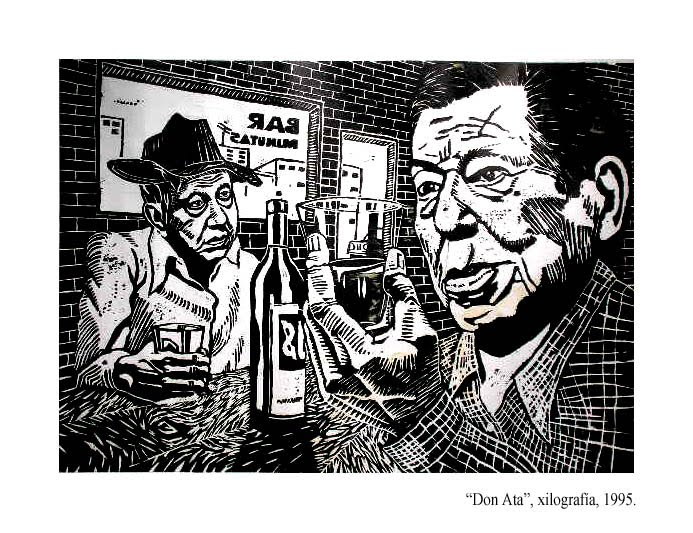
Xilografía en madera, de Sergio Ardohain (1995).

### Discos de pasta 78RPM
| Año  | Sello               | Serie   | Lado A                                 | Lado B                                       |
| ---- | ------------------- | ------- | -------------------------------------- | -------------------------------------------- |
| 1936 | Odeón – El Mangruyo | 00001   | Caminito del indio                     | Mangruyando                                  |
| 1936 | Odeón – El Mangruyo | 00002   | La vidala del adiós                    | Paso de los Andes                            |
| 1936 | Odeón – El Mangruyo | 00003   | Apariencias                            | Cumbres siempre lejos                        |
| 1941 | Odeón               | 900     | La cochamoyera                         | Hui jo, jo, jo                               |
| 1941 | Odeón               | 901     | Viene clareando                        | Ahí andamos, señor                           |
| 1942 | Victor              | 39729   | Viento, viento                         | Zamba del adiós                              |
| 1942 | Victor              | 39751   | Vidala del cañaveral                   | Danza de la luna                             |
| 1942 | Victor              | 39823   | Tierra jujeña                          | Huajra                                       |
| 1942 | Victor              | 60-0026 | Vidala del silencio                    | La churqueña                                 |
| 1942 | Victor              | 60-0108 | Camino a los valles                    | Carguita de tola                             |
| 1943 | Victor              | 60-0183 | Regreso del pastor                     | Kaluyo de Huáscar                            |
| 1943 | Victor              | 60-0217 | Zamba del colalao                      | Cañada honda                                 |
| 1944 | Odeón               | 902     | Zambita de los pobres                  | Noche en los cerros                          |
| 1944 | Odeón               | 903     | El arriero                             | A orillas del Yi                             |
| 1944 | Victor              | 60-0261 | La viajerita                           | Malambo                                      |
| 1944 | Victor              | 60-0321 | Piedra y camino                        | Me voy                                       |
| 1944 | Victor              | 60-0460 | El kachorro                            | La flor del cardón                           |
| 1944 | Victor              | 60-0499 | Camino del indio                       | La andariega                                 |
| 1945 | Odeón               | 904     | Arenita del camino                     | Zamba del grillo                             |
| 1945 | Odeón               | 905     | Huella triste                          | Campo abierto                                |
| 1945 | Odeón               | 906     | Minero soy                             | Pastito quemado                              |
| 1945 | Victor              | 60-0667 | La arribeña                            | Una canción en la montaña                    |
| 1946 | Odeón               | 907     | La añera                               | Chilca Juliana                               |
| 1946 | Odeón               | 908     | Alegría en los pañuelos                | Andando                                      |
| 1946 | Odeón               | 909     | A qué le llaman distancia              | Canto del peón envejecido                    |
| 1947 | Odeón               | 910     | Recuerdos del Portezuelo               | La pobrecita                                 |
| 1948 | Odeón               | 911     | Adiós Tucumán                          | Tú que puedes, vuélvete                      |
| 1951 | Le Chant du Monde   | 546     | Danza de la paloma enamorada           | Basta ya                                     |
| 1951 | Le Chant du Monde   | 547     | Antigua melodía                        | Preguntitas sobre Dios                       |
| 1951 | Le Chant du Monde   | 548     | La pobrecita                           | Canción del pampino                          |
| 1951 | Le Chant du Monde   | 549     | Shoro                                  | Baguala de los mineros                       |
| 1951 | BAM                 | 112     | Baguala                                | Vidala                                       |
| 1951 | BAM                 | 113     | Pastorale Indienne                     | Danse du maíz mur                            |
| 1951 | BAM                 | 114     | Malambo                                | Duerme, duerme negrito P                     |
| 1953 | Odeón               | 55550   | Camino del indio (nueva versión)       | Zambita del Alto Verde                       |
| 1953 | Odeón               | 55605   | Adiós Tucumán                          | Aire de vidalita riojana                     |
| 1953 | Odeón               | 55653   | Tú que puedes, vuélvete                | Gramilla                                     |
| 1953 | Odeón               | 55660   | Viene clareando (versión instrumental) | Ahí andamos, señor                           |
| 1953 | Odeón               | 55697   | Tierra querida                         | Malquistao                                   |
| 1953 | Odeón               | 55783   | El vendedor de yuyos                   | Cruz del sur                                 |
| 1953 | Odeón               | 55811   | Chacarera de las piedras               | Minero soy (versión instrumental)            |
| 1954 | Odeón               | 55839   | Recuerdos del Portezuelo               | huajra                                       |
| 1954 | Odeón               | 55893   | Cencerro                               | El bien perdido                              |
| 1954 | Odeón               | 55926   | La tucumanita                          | Las cruces                                   |
| 1954 | Odeón               | 51610   | Indiecito dormido                      | Zamba del grillo (versión instrumental)      |
| 1954 | Odeón               | 51622   | El alazán                              | Danza de la paloma enamorada                 |
| 1955 | Odeón               | 51722   | El aromo                               | Lloran las ramas del viento                  |
| 1955 | Odeón               | 51738   | El rescoldeao                          | Zamba del ayer feliz                         |
| 1955 | Odeón               | 51762   | El Tulumbano                           | Huella, huellita                             |
| 1955 | Odeón               | 51824   | Zamba de mi pago                       | Leña verde                                   |
| 1956 | Odeón               | 51842   | La montaraza                           | A qué le llaman distancia                    |
| 1956 | Odeón               | 51948   | La zamba soñadora                      | Canción del carretero (versión instrumental) |
| 1956 | Odeón               | 51966   | La estancia vieja                      | La humilde (versión instrumental)            |
| 1957 | Odeón               | 52058   | Zambita del buen amor                  | Chacarera del pantano                        |
| 1957 | Odeón               | 52083   | Canción de los horneros                | Vidala                                       |
| 1957 | Odeón               | 52115   | El llanto                              | La colorada                                  |
| 1957 | Odeón               | 52145   | Le tengo rabia al silencio             | Vidala religiosa                             |
| 1957 | Odeón               | 52210   | Burruyacu                              | El coyita                                    |
| 1957 | Antar-Telefunken    | P6006   | La pastorcita perdida                  | Malambo en la pulpería                       |
| 1957 | Antar-Telefunken    | P6019   | El alazán                              | Duerme changuito                             |
| 1957 | Antar-Telefunken    | P6056   | Guitarra dímelo tú                     | La zamba perdida                             |
| 1957 | Odeón               | 52288   | Oración a Pérez Cardozo                | Zamba del pañuelo                            |
| 1957 | Odeón               | 52318   | Luna tucumana                          | Romance de la vidala                         |
| 1957 | Odeón               | 52401   | Canciones del abuelo                   | Estrellita                                   |
| 1957 | Odeón               | 52443   | Flor del cerro                         | El pocas pulgas                              |
| 1960 | Odeón               | 52612   | Pobrecito mi cigarro                   | Payando                                      |
| 1960 | Odeón               | 52685   | Canción del cañaveral                  | La del campo                                 |
| 1961 | Odeón               | 52667   | Agua escondida                         | Mi caballo perdido                           |

### Álbumes
| Año  | Sello                | Serie                 | Título                                           |
| ---- | -------------------- | --------------------- | ------------------------------------------------ |
| 1953 | Odeón                | LDS 134               | Una voz y una guitarra (Volumen 1)               |
| 1954 | BAM                  | LD 301                | Récital du guitariste Atahualpa Yupanqui         |
| 1955 | Odeón                | LDS 186               | Camino del indio (Volumen 2)                     |
| 1956 | Odeón                | LDS 253               | Solo de guitarra (Volumen 3)                     |
| 1957 | Odeón                | LDS 277               | Canto y guitarra (Volumen 4)                     |
| 1957 | Antar-Telefunken     | PLP 2006              | Canciones del solitario                          |
| 1957 | Antar-Telefunken     | PLP 2008              | Guitarra… dímelo tú                              |
| 1957 | RCA Victor           | AVL 3086              | Camino del indio                                 |
| 1958 | Odeón                | LDS 297               | Canto y guitarra (Volumen 5)                     |
| 1958 | Odeón                | LDS 721               | Solo de guitarra (Volumen 6)                     |
| 1960 | Odeón                | LDS 797               | Canto y guitarra (Volumen 7)                     |
| 1960 | Odeón                | LDS 804               | A qué le llaman distancia (Volumen 8)            |
| 1961 | Odeón                | LDS 817               | Arenita del camino (Volumen 9)                   |
| 1962 | RCA Victor           | AVL 3412              | Atahualpa Yupanqui                               |
| 1964 | Odeón                | LDI 204               | Selva, pampa y cerro (Volumen 10)                |
| 1964 | Odeón                | LDI 205               | El payador perseguido (Volumen 11)               |
| 1966 | Odeón                | LDB 99                | Atahualpa Yupanqui (Volumen 12)                  |
| 1967 | Crown                | LW-5186               | Alma de guitarra - Yupanqui recital              |
| 1967 | Odeón                | LDB 136               | A la noche la hizo Dios                          |
| 1968 | Odeón                | DMO 55528             | Tierra querida                                   |
| 1968 | RCA Victor           | LPM 10374             | El hombre, el paisaje y su canción               |
| 1968 | RCA Victor           | LPM 10383             | Y el dolor ¿quién se lo paga?                    |
| 1968 | Le Chant du Monde    | LDXS 74371            | ¡Soy libre! ¡Soy bueno!                          |
| 1969 | Odeón                | CM 4084               | Campo abierto                                    |
| 1969 | RCA Victor           | LSP 10405             | Preguntan de donde soy                           |
| 1969 | Le Chant du Monde    | LDXS 74394            | Campesino - Duerme Negrito                       |
| 1969 | Le Chant du Monde    | LDX 74415             | Preguntitas sobre Dios                           |
| 1970 | RCA Victor           | LSP 10420             | Recital en España                                |
| 1970 | Le Chant du Monde    | LDX 74439             | Special Instrumental                             |
| 1971 | Le Chant du Monde    | LDX 74457             | Basta ya                                         |
| 1971 | EMI - Odeón          | 4344                  | Lloran las ramas del viento                      |
| 1971 | Odeón                | LDB 1029              | La nadita                                        |
| 1971 | Odeón                | LDB 1049              | Yo me criao a puro campo                         |
| 1972 | Odeón                | CM 4144               | El aromo                                         |
| 1973 | EMI - Odeón          | 60001                 | Mi tierra, te están cambiando                    |
| 1973 | Le Chant du Monde    | LDX 74506             | El payador perseguido                            |
| 1974 | EMI - Odeón          | 6633                  | Milongas del paisano                             |
| 1974 | Le Chant du Monde    | LDX 74540             | Canción para Pablo Neruda                        |
| 1974 | Capitol              | SLEMN 511             | ...La pura verdad… Las preguntitas               |
| 1975 | Capitol              | SLEMN 571             | Canción para Pablo Neruda                        |
| 1976 | Capitol              | SLEMN 675             | Narrarás                                         |
| 1977 | Le Chant du Monde    | LDX 74631             | Camino del indio                                 |
| 1979 | EMI - Odeón          | 8793                  | Pasaban los cantores                             |
| 1979 | Le Chant du Monde    | LDX 74697             | Vidala del silencio                              |
| 1980 | EMI - Capitol        | 33C 062 451344        | Mi viejo potro tordillo                          |
| 1980 | Microfon             | SUP 80-118            | El canto del viento                              |
| 1981 | Le Chant du Monde    | LDX 74744             | Madre del monte                                  |
| 1981 | Microfon             | SUP 80-145            | Quisiera tener un monte                          |
| 1983 | EMI - Odeón          | 6551                  | Las preguntitas                                  |
| 1984 | Microfon             | SUP 80-282            | La pampa de antes                                |
| 1985 | Microfon             | SUP 80-289            | Para rezar en la noche                           |
| 1997 | Fonovisa Argentina   | ECD 3004              | La palabra y el canto vivo de Atahualpa Yupanqui |
| 1998 | DBN                  | 51396                 | Testimonio I                                     |
| 1998 | DBN                  | 51496                 | Testimonio II                                    |
| 1998 | DBN                  | 51596                 | Testimonio III (Rastros)                         |
| 2000 | Frémeaux et Associés | FA439                 | Buenas noches, compatriotas                      |
| 2000 | Melopea              | CDMSE 5140            | La palabra (Grabaciones inéditas)                |
| 2000 | EMI                  | 7243 5 28909 2 7      | El andar                                         |
| 2000 | EMI                  | FA7243 5 28865 2 4439 | Don Ata                                          |
| 2002 | Melopea              | CDMSE 5141            | La guitarra (Grabaciones inéditas)               |
| 2002 | Pläne Pop (BMG)      | 88875                 | La paloma enamorada                              |
| 2004 | Pläne                | CD 88900              | Concierto instrumental                           |

## Libros
- 1941: Piedra sola.
- 1946: Cerro Bayo.
- 1947: Aires indios.
- 1948: Tierra que anda.
- 1954: Guitarra.
- 1965: El canto del viento.
- 1965: El payador perseguido.

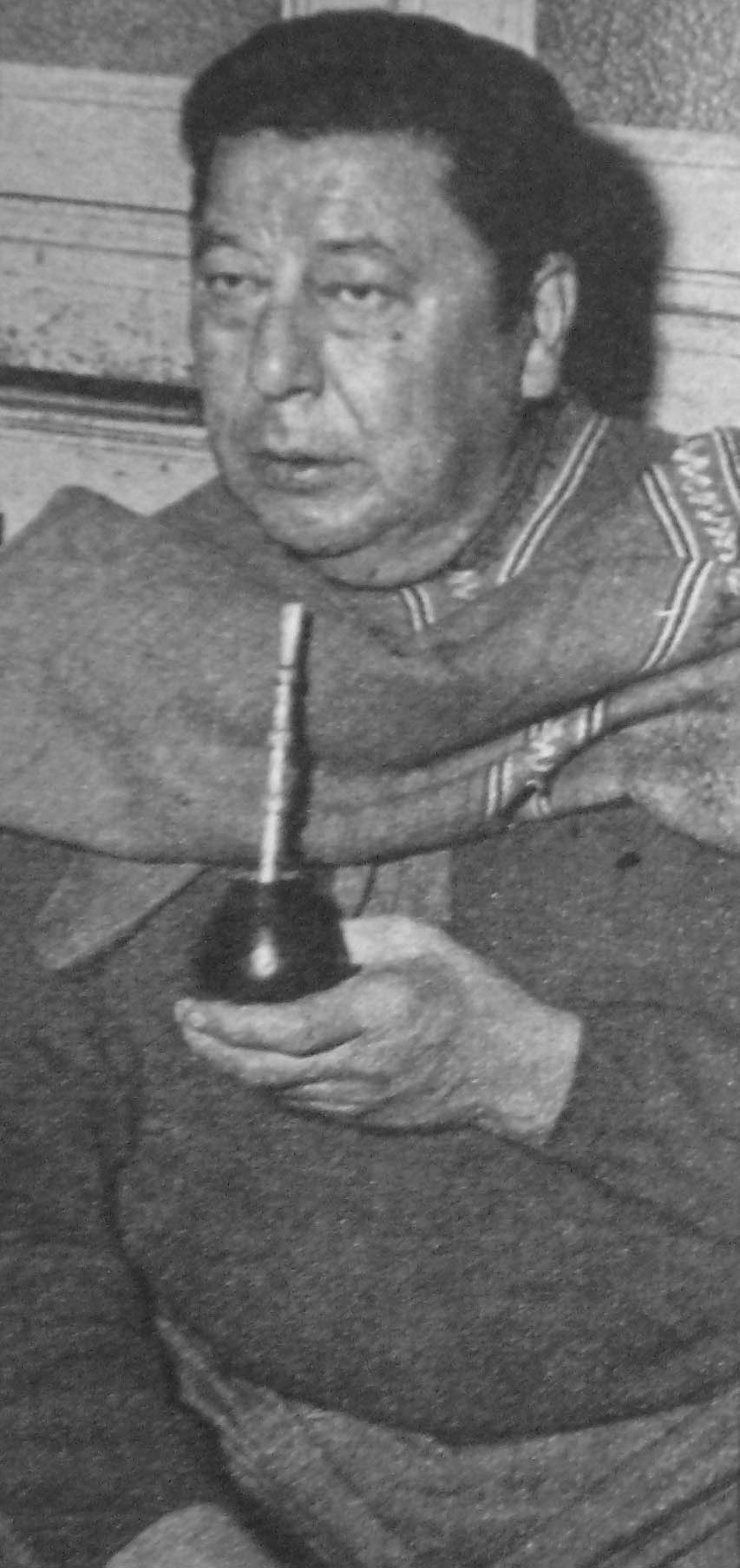
Atahualpa Yupanqui tomando mate.

- 1971: El Sacrificio de Tupac Amaru.
- 1977: Del algarrobo al cerezo.
- 1989: La palabra sagrada.
- 1992: La capataza.[29]

## Filmografía
Intérprete
- 1956: Horizontes de piedra.
- 1959: Zafra.
- 1965: Viaje de una noche de verano.
- 1965: Cosquín, amor y folklore, dirigida por Delfor María Beccaglia
- 1971: Argentinísima.
- 1973: Argentinísima II.
- 1981: Mire que es lindo mi país.

Autor
- 1956: Horizontes de piedra.

Música
- 1956: Horizontes de piedra.
- 1959: Zafra.

Temas musicales
- 1952: Torrente indiano.
- 1956: El satélite chiflado.